# Universe at War: Earth Assault
Universe at War: Earth Assault là một game chiến lược thời gian thực do hãng Petroglyph Games phát triển và Sega phát hành. Universe at War: Earth Assault được dự định là phần đầu tiên trong dòng game đã được lên kế hoạch để được gọi là sê-ri Universe at War. Ngày 10 tháng 5 năm 2007, Sega thông báo rằng tựa game đang được phát triển cho Xbox 360 sẽ phát hành vào năm 2008. Hơn nữa, vào ngày 27 tháng 6 năm 2007, Sega thông báo rằng tựa game này sẽ cho phép nhiều người chơi trên nhiều nền tảng thông qua Xbox Live và Games for Windows – Live.

## Cốt truyện
Universe at War: Earth Assault, bắt đầu vào năm 2012 khi một chủng tộc người ngoài hành tinh được gọi là Hierarchy đổ bộ lên Trái Đất để khai phá hành tinh này. Trước khi họ đổ bộ, các đài quan sát và các nhà khoa học trên Trái Đất đã đưa ra cảnh báo về người ngoài hành tinh nhưng loài người nói chung không thể tổ chức một mặt trận quân sự thống nhất chống lại các lực lượng ngoài hành tinh. Bởi vì Hierarchy có kinh nghiệm quân sự dày dặn từ việc xâm lược và phá hủy các hành tinh khác trong vũ trụ, loài người không thể chống lại lực lượng của họ.
The Novus (một chủng tộc máy chiến đấu với Hierarchy để trả thù cho những người đã chết của họ) đến đúng lúc để cứu Washington, D.C. mà Quân đội Mỹ quyết tâm trụ lại đến cùng. Sau đó, họ tiến hành thiết lập căn cứ, sử dụng chiến thuật du kích để quấy rối Hierarchy trong khi điều tra lý do tại sao Hierarchy lại hoãn việc sử dụng vũ khí tối thượng của họ "Purifier", để tiêu diệt hoàn toàn mọi sự sống trên Trái Đất và tiến hành khai thác hành tinh này. Trong quá trình thực hiện các nhiệm vụ này, tư lệnh chiến trường Novus là Mirabel, một thành viên nhân bản của loài tạo ra Novus, tìm cách làm quen với Tướng Moore bên phe con người, chịu trách nhiệm lãnh đạo tàn quân Mỹ sau cuộc xâm lược ban đầu của Hierarchy, và cùng nhau họ có thể phát động một cuộc tấn công vào Material Conduit của Hierarchy và sử dụng nó để cho phép Mirabel lên một trong những tàu chỉ huy của họ, biết rằng Kamal Re'x, kẻ giám sát phụ trách đội quân Hierarchy trên Trái Đất đã cố tình trì hoãn việc kích hoạt Purifier nhùng dùng nó để tiêu diệt quân Novus khi họ đến Trái Đất trước khi đánh đắm tàu chỉ huy hòng thủ tiêu Mirabel. Cô cố gắng thoát khỏi con tàu bị rơi nhưng không thể cảnh báo quân Novus trước khi họ tiến hành cuộc tấn công vào căn cứ chỉ huy của Novus, làm hỏng cánh cổng mà Novus định sử dụng để quay trở lại Trái Đất và buộc thủ lĩnh Novus, chỉ được biết đến với cái tên Founder, hy sinh bản thân để ngăn nó phát nổ và phá hủy những gì còn lại của quân Novus.
Với việc cổng Novus bị phá hủy và lực lượng của họ bị phân tán, Kamal ra lệnh cho Purifier được chuẩn bị để kích hoạt, tuy nhiên, trong khi đánh lạc hướng Novus khỏi Purifier, tư lệnh chiến trường Hierarchy tên Orlok vô tình phát hiện ra một báo động cổ xưa trong các kim tự tháp Ai Cập, và Masari, ngủ yên bên dưới đại dương của Trái Đất, bắt đầu thức giấc. Mặc dù tàu mẹ Masari ban đầu tạo ra một tín hiệu ngăn cản việc sử dụng Purifier, Hierarchy bắn phá con tàu từ quỹ đạo và Orlok lên tàu để phá hủy các thiết bị truyền tín hiệu gây nhiễu.
Orlok, kẻ nghi ngờ ý định của Kamal chuẩn bị tách ra khỏi những người khác theo dõi anh ta. Nufai, một điệp viên làm việc cho Kamal, từng là một phần của giống loài mà kể từ đó Hierarchy đã loại bỏ. Anh ta nói với Orlok rằng anh ta sẽ rất vui khi lật đổ chế độ của Kamal, vì vậy Nufai được cử đến để bảo vệ Purifier trong khi Orlok cố gắng liên minh với nữ hoàng Masari, nhưng thay vào đó lại tìm thấy con trai bà là Hoàng tử Zessus. Hoàng tử và lực lượng của anh ta tham gia cùng Orlok khi anh ta cố gắng chiếm một trung tâm liên lạc để liên hệ với những người khác muốn tách khỏi Hierarchy. Nhưng Kamal Re'x xuất hiện với một lực lượng lớn quân đội, và Orlok gần như đánh bại hắn, nhưng Nufai xuất hiện và giúp Kamal tiêu diệt Orlok, tiết lộ rằng anh ta từng làm việc cho Kamal trong suốt thời gian qua. Nufai được bổ nhiệm làm chỉ huy và họ bắt đầu sử dụng Purifier để phá hủy Trái Đất. Hoàng tử Zessus bị bắt nhưng được một người lính giải cứu đang tìm cách trốn thoát. Họ tìm thấy nhiều người hơn bị bắt trong các trại giam khác và gia nhập lực lượng cùng mình.
Trong khi đó, Nữ hoàng Masari quan tâm đến con trai mình và số phận của hành tinh. Masari rất tức giận khi họ thức dậy chỉ để thấy kẻ thù không đội trời chung Hierarchy, hiện diện trên Trái Đất và phi thuyền mẹ của họ bị phá hủy. Vì vậy, Masari không có lòng trung thành và sẵn sàng tiêu diệt bất kỳ và tất cả các phe phái khác để trả thù những kẻ đã phá hủy nền văn minh và ngôi nhà được nhận nuôi của họ. Sau đó, Novus tiếp cận nữ hoàng và thề trung thành khác, được nữ hoàng chấp nhận. Hai đội quân sau đó tấn công tất cả các căn cứ của Hierarchy trên Trái Đất. Khi đến Nam Mỹ, họ tìm thấy Zessus, người thông báo rằng anh ta đã kết bạn với loài người. Cuối cùng, liên quân Masari, Novus và loài người tấn công và phá hủy Purifier. Kamal Re'x cảm thấy bị xúc phạm và cố gắng tự mình tiêu diệt liên quân, nhưng thất bại ngay lập tức.
Các bên tranh cãi về việc phải làm gì với Kamal Re'x, loài người và Novus muốn giết hắn vì những thiệt hại mà hắn gây ra cho thiên hà và Trái Đất. Nhưng nữ hoàng Masari nói rằng cái chết không phải là câu trả lời. Sau đó, nữ hoàng dường như trao cho Kamal sức mạnh của một vị thần mà hắn sử dụng để tiêu diệt tất cả, ít nhất là trong mắt Kamal. Nữ hoàng đành tiết lộ là đã thực sự nhốt Kamal trong tâm trí của chính mình, nơi hắn ta hình dung ra ai đó đang chinh phục thiên hà, nhưng không bao giờ có thể tự mình thực hiện được. Hắn đã bị nhốt trong nhà tù của chính tâm trí mình, mãi mãi.

## Lối chơi
Lối chơi được chia thành ba chế độ, hai trong số đó được chia thành các loại game khác nhau.
Chế độ đầu tiên là chơi đơn. Đây là những kiểu chơi được chơi độc quyền bởi một người chơi chống lại các đối thủ do AI điều khiển. Chế độ này chứa các kiểu chơi chiến dịch và kịch bản. Trong phần chơi chiến dịch (Campaign), người chơi sẽ điều khiển một trong bốn phe, tùy thuộc vào phần chiến dịch nào đang được chơi, và chơi qua các trận chiến khác nhau, hoàn thành các mục tiêu đã định trước để tiến triển theo cốt truyện và cuối cùng "hoàn thành" trò chơi.
Phần chơi kịch bản (Scenario) cho phép người chơi lựa chọn một trong ba phe chính (Novus, the Hierarchy hoặc Masari) và sau đó cho phép người chơi chọn một tình huống toàn cầu và sau đó chiếm lĩnh thế giới. Chế độ này được phân chia giữa chiến lược toàn cầu, bao gồm tấn công các lãnh thổ trung lập hoặc đối phương, xây dựng công trình kiến trúc toàn cầu và thu thập tài nguyên; và tác chiến chiến thuật, trong đó người chơi phải tấn công kẻ thù trong một lãnh thổ bị chiếm đóng để giành quyền kiểm soát hoặc bảo vệ một trong những lãnh thổ của mình khỏi một cuộc xâm lược có chủ đích.
Chế độ thứ hai là chế độ giao tranh RTS tiêu chuẩn. Người chơi được tùy chọn đấu với tối đa ba đối thủ trên Xbox 360 hoặc bảy đối thủ trên PC. Những đối thủ này có thể được điều khiển bởi AI hoặc do người chơi khác điều khiển qua kết nối internet. Mỗi người chơi được giao một căn cứ và một đơn vị xây dựng và phải xây dựng lực lượng của mình để đạt được sự thống trị của bản đồ game đã chọn.

## Âm thanh
Universe at War: Earth Assault Original Soundtrack do Frank Klepacki sáng tác và phát hành vào ngày 22 tháng 12 năm 2007.
| Disc 1 - Hierarchy | Disc 1 - Hierarchy     | Disc 1 - Hierarchy |
| STT                | Nhan đề                | Thời lượng         |
| ------------------ | ---------------------- | ------------------ |
| 1.                 | "Damage King"          |                    |
| 2.                 | "Doom of the Aliens"   |                    |
| 3.                 | "On Edge"              |                    |
| 4.                 | "Anticipating"         |                    |
| 5.                 | "Slithering"           |                    |
| 6.                 | "Schematic"            |                    |
| 7.                 | "Mechanical Brain"     |                    |
| 8.                 | "Strangers Attack"     |                    |
| 9.                 | "Impending Doom"       |                    |
| 10.                | "Prepare For Oblivion" |                    |
| 11.                | "Surrounding"          |                    |
| 12.                | "Haunt"                |                    |

| Disc 2 - Novus | Disc 2 - Novus    | Disc 2 - Novus |
| STT            | Nhan đề           | Thời lượng     |
| -------------- | ----------------- | -------------- |
| 1.             | "Modern Design"   |                |
| 2.             | "Act On Invasion" |                |
| 3.             | "Electrode"       |                |
| 4.             | "Calculations"    |                |
| 5.             | "Bass Case"       |                |
| 6.             | "Moving Forces"   |                |
| 7.             | "Technical Data"  |                |
| 8.             | "Roots"           |                |
| 9.             | "Hit And Run"     |                |
| 10.            | "Fog Of War"      |                |
| 11.            | "Composite"       |                |
| 12.            | "Resources"       |                |
| 13.            | "Zap"             |                |

| Disc 3 - Masari | Disc 3 - Masari           | Disc 3 - Masari |
| STT             | Nhan đề                   | Thời lượng      |
| --------------- | ------------------------- | --------------- |
| 1.              | "Divine Intervention"     |                 |
| 2.              | "Reanimation"             |                 |
| 3.              | "Surveying the Land"      |                 |
| 4.              | "Resurfaced"              |                 |
| 5.              | "Mind In Motion"          |                 |
| 6.              | "Display of Power"        |                 |
| 7.              | "Disturbance"             |                 |
| 8.              | "Dark Intrusion"          |                 |
| 9.              | "The Gathering"           |                 |
| 10.             | "Ancient Presence"        |                 |
| 11.             | "Masari Suite"            |                 |
| 12.             | "Credits UAW Remix Suite" |                 |

## Reception
Gamepro đã mô tả Universe At War "giống như một luồng không khí trong lành mang theo mùi hôi tanh mơ hồ của thứ gì đó hôi hám. Nó mang đến ba khía cạnh thú vị và đa dạng, đồ họa tuyệt vời và một số yếu tố chiến lược hấp dẫn nhưng bị ảnh hưởng bởi một số điều kỳ quặc đáng tiếc ngăn cản game tiến xa hơn."
IGN nhận xét "Những gì Petroglyph đã làm là lấy khuôn khổ cơ bản và sử dụng nó để tạo ra một trò chơi với ba phe phái cực kỳ độc đáo nhưng cân bằng tinh vi, mỗi phe đều cung cấp một mức độ tùy chỉnh theo thời gian thực để người chơi có cơ hội thực sự thích nghi với hoàn cảnh thay đổi trên chiến trường. Thật không may, phần chơi chiến dịch của game không phù hợp với thiết kế tổng thể trong khi một số vấn đề về hiệu suất và giao diện khó chịu càng làm tăng thêm sự thất vọng."
Phiên bản Xbox 360 của trò chơi nhận được số điểm thấp hơn phiên bản PC vì "tốc độ khung hình kém" và "vấn đề kỹ thuật".

### Giải thưởng
- ActionTrip: Trò chơi chiến thuật hay nhất của E3 2007.
- Kotaku: Trò chơi chiến thuật hay nhất của E3 2007.
- CHUD: Game Thứ sáu Hay nhất E3 2007, cũng là tựa game chiến lược số một trong danh sách top mười.
- Đề cử Game Critics.
- Xếp thứ 9 trên các tựa game được mong đợi nhất của IGN PC Editor.